# Karl Lagerfeld
Karl Otto Lagerfeld (født Lagerfeldt 10. september 1933 i Hamborg, Tyskland, død 19. februar 2019 i Neuilly-sur-Seine, Frankrig) var en tysk modeskaber. Han har bl.a. været chef for modehusene Chanel og Chlöe og startede siden sit eget mærke i 1984.

## Kreativ tankegang

### Barok ogBildung- og Rokoko
Karl Lagerfelds mode og design var dybt forbundet med europæisk kultur. Lagerfeld var et spejl af det 20. århundredes historie. Med hans bortgang forsvandt en af de sidste skikkelser fra ’verden af i går. 
Relevante er to dele af Karl Lagerfelds tankesæt, som kan betegnes som barok og Bildung. Således var der betydningen for Lagerfeld af barok allegori og folder, og af Bildungs selvdannelse med tilegnelse af ny kulturel viden, som en kilde til Lagerfelds modehistoricisme og fremtidsorientering. Bortset fra de mange rokoko-aspekter i Lagerfelds modedesign, personlige stil og indretning, fremmanede Lagerfeld også rokokoen i sin kunstfotografering, som for eksempel i sin fotoserie inspireret af Daphnis og Chloé, der antyder de maleriske pastoraler udført af franske kunstnere fra det attende århundrede som François Boucher.